# Puebla de Don Rodrigo
Puebla de Don Rodrigo es un municipio y localidad española de la provincia de Ciudad Real, en la comunidad autónoma de Castilla-La Mancha.

## Geografía
Integrado en la comarca de Montes de la provincia de Ciudad Real, se sitúa a 76 kilómetros de la capital provincial. El término municipal está atravesado por las carreteras nacionales N-430, entre los pK 204-215 y 221-248, y N-502, entre los pK 264 y 270, por las carreteras autonómicas CM-415, que se dirige a Saceruela, y CM-4103 (Horcajo de los Montes - Agudo) y por una carretera local que conecta con Villarta de los Montes.  
Puebla de Don Rodrigo se sitúa al sur de los Montes de Toledo, y haciendo referencia a su geografía física, destacamos [¿quién?] la aparición de sierras que marcan el curso del río Guadiana, que forma valles de poca profundidad pero si de una acusada pendiente. La altitud oscila entre los 869 metros al oeste (Cerro de Los Ancares) y los 430 metros a orillas del río Guadiana al norte, en el estrecho de la Murciana. El pueblo se alza a 498 metros sobre el nivel del mar.
| Noroeste: Villarta de los Montes (Badajoz)    | Norte: Villarta de los Montes (Badajoz) y Arroba de los Montes | Noreste: Piedrabuena |
| Oeste: Fuenlabrada de los Montes (Badajoz)    |                                                                | Este: Piedrabuena    |
| Suroeste: Fuenlabrada de los Montes (Badajoz) | Sur: Agudo, Valdemanco del Esteras y Saceruela                 | Sureste: Luciana     |

## Historia

### Privilegios y confirmación de villa
Los privilegios que se confirman en esta son de poder quemar monte para cultivo, la pesca, la caza y usar montes para pacer ganado cabrío y porcino, y usar las dehesas justamente con la propiedad del señor de Piedrabuena para alimentar los bueyes de trabajo de los vecinos de esta villa y la de Piedrabuena.
Teniendo obligación de construir cada vecino dos viviendas, y por veinte años no pagar tributo alguno a la Orden de Calatrava, no pudiendo vender ni alquilar estas casas a ningún caballero perteneciente a dicha orden de caballería. Y en el caso de querer vender alguna deben construir otras dos, y estas últimas si podrán ser negociadas.
Esta fue una de las medidas que la Mesa Maestral adoptó con motivo de acrecentar la población con fines productivos tanto en la agricultura como en la ganadería, en una zona donde por existir tanta vegetación se permitía la quema de montes para ganar tierras de labranza. La extensión del término en 1826 ascendía a 84 700 ha (4 por 7 leguas), quedando posteriormente en sólo la mitad (43 356 ha) y las que tiene actualmente.

Siendo nuetro soberano el segundo de su dinastía "Don Felipe por la Gracia de Dios Rey de Castilla de León de Aragón de las dos Sicilias de Portugal de Navarra de Granada de Toledo de Valencia de Galicia de Mallorcas de Sevilla de Cerdeña de Cordoba de Córcega de Murcia de Jaén de ñps Algarves de Algeciras de Gibraltar de las islas y tierra firme del mar Océano Conde de Barcelona Señor de Bizcaya y de Molina Duque de Atelas e de neopatria Conde de Ruysellón e de Cerdeña Marques de Oristan e de Ródano archiduque de Austria dique de Borgoña de Bravante e de Milán Conde de Flandes e de Tirol.... Administrador perpetuo de la orden de caballería de Calatrava... en esta corte fue presentada diciendo que al tiempo questa dicha villa se fundó Don Rodrigo Tellez Girón maestre que fue de la dicha orden, os dio y concedió privilegio en que este pueblo hizo villa e le dio jurisdición civil... E declara en el dico privilegio, el cual fue cinformado por los católicos Reyes don Fernando y doña Ysabel y El emperador Carlos mis señores vissabuelos y padre que está en gloria. Por ende que nos suplicara de vos le mandásemos nos confirmaran para que de aquí adelante fuesse mejor guardado cumplio`e esejutado e daros nuestra carta de confirmación.... lo cual mando dar la presente firmada de mi mano y refrendada del mi ynfraescripto secretario de la dicha orden sellada con el sello della. En Lisboa a ocho días del mes de septiembre de mil y seiscientos y diez y nuevo años. Yo el rey.

## Demografía
Puebla de Don Rodrigo cuenta con una población de 1137 habitantes (INE 2024).
| Gráfica de evolución demográfica de Puebla de Don Rodrigo entre 1842 y 2021                                         |
| |
| Población de derecho según los censos de población del INE Población de hecho según los censos de población del INE |